# Jan Łukasiewicz
Jan Łukasiewicz (Lucasiewicz, Lukasijevič), poljski logik, matematik in filozof, * 21. december 1878, Lvov, Avstrijska Galicija (sedaj Ukrajina), † 13. februar 1956, Dublin, Irska. 

## Življenje in delo
Łukasiewicz je leta 1920 našel obliko matematičnega zapisa, poljski zapis, kjer operandi sledijo operatorju, tako da na primer izraz x + y zapišemo kot +xy. Če vsakemu operatorju sledi točno določeno število operandov (recimo po 2), je vrstni red operacije enolično določen in ni potrebno pisati oklepajev, zato štejemo ta zapis med zapise brez oklepajev. Druga podobna oblika je obrnjeni poljski zapis (angleško RPN - Reverse Polish Notation), ki jo veliko uporablja v svojih žepnih kalkulatorjih ameriško računalniško podjetje Hewlett-Packard od leta 1973, in, ki je gradnik programskih jezikov FORTH in RPL (»Reverse Polish Lisp«). Podoben zapis kot RPN uporablja tudi opisni jezik PostScript.
Łukasiewicz je bil utemeljitelj poljske logične šole in avtor večvalentnih logik, posebno še trovalentne logike. Leta 1927 je izdelal izvirno zgodovino logike. Ukvarjal se je tudi s filozofskimi vprašanji, še posebej s pogledi na nastajanje znanstvenih teorij, kjer je imel podobne zamisli kot britanski filozof znanosti avstrijskega rodu Popper.
Leta 1937 so ga izbrali za člana Poljske akademije znanosti.

## Priznanja

### Poimenovanja
Po njem se imenuje asteroid 27114 Lukasiewicz, ki ga je odkril Comba leta 1998.